# Jimmy l'Éclate
Jimmy l'Éclate ou Jimmy l'Intrépide au Québec (Jimmy Two-Shoes) est une série d'animation canadienne en 52 épisodes de 23 minutes, créée par Edward Kay et Sean Scott, produite par Breakthrough Entertainment et diffusée initialement aux États-Unis du 13 février 2009 au 15 juillet 2011 sur Disney XD, puis au Canada du 13 mars 2009 au 5 avril 2012 sur Télétoon.
En France, elle a été diffusée sur Disney XD.

## Synopsis
La série a comme héros un garçon de 14 ans nommé Jimmy. L'action se situe à Misèreville, une ville lugubre, aride et polluée, peuplée de monstres et de démons, sur laquelle règne Lucius L'Atroce, tyran mégalomaniaque et patron de l'usine Misère Internationale.

## Personnages

### Personnages principaux
- Jimmy : un adolescent de 14 ans qui ne pense qu'à s'amuser. C'est un joyeux luron, un perpétuel optimiste flanqué de deux amis: Beezy et Héloïse. Sa mission: répandre le bonheur de vivre, la joie et la bonne humeur, sur Misèreville. Ce qui n'est évidemment pas du goût de Lucius qui lui met des bâtons dans les roues.

- Beezy J. l'Atroce : le meilleur ami de Jimmy et petit ami de Saffi. C'est un géant qui ne tient pas de son père : un brin flemmard, il préfère traîner avec Jimmy que répandre le malheur en ville. Il adore les téléphones mobiles. Son nom vient de Beelzebub.

- Héloïse : une fille de 10 ans d'une intelligence supérieure (presque l'archétype du « savant-fou ») et sadique comme pas deux, Héloïse adore la compagnie de Jimmy pour lequel elle a un gros faible. Elle ne va pas à l'école: elle travaille pour Lucius, à la tête du département « recherche et développement » de Misère internationale : c'est elle qui doit inventer des produits susceptibles de répandre le désespoir en ville.

- Lucius l'Atroce VII : père de Beezy et le patron de Misère internationale. Archétype du méchant qu'on adore détester, c'est un être froid et narcissique, court sur pattes et de ce fait doté d'un fort « complexe de Napoléon ». Son ennemi juré, c'est Jimmy qui lui pourrit la vie en déjouant ses plans. Son nom vient de Lucifer.

- Samy Garvin : au service de la famille Atroce depuis 87 ans, Samy est le souffre-douleur de Lucius, pour qui il travaille, au titre d'assistant. Il déteste Jimmy, Beezy et Héloise… mais il déteste encore plus Lucius. Son nom vient de Samael.

### Personnages secondaires
- Jez : petite amie de Lucius. Elle a un côté très « enfant gâtée » et menace sans arrêt de le quitter s'il ne satisfait pas ses moindres désirs. Son nom est le diminutif de Jezabelle.

- Saffi : amoureuse de Beezy, elle est laconique quand elle ouvre la bouche. Elle a une sainte horreur des statues et les détruit quand elle peut.

- Cerbère : monstre d'allure canine qui sert d'animal domestique à Jimmy. C'est une sale bête qui sait néanmoins se montrer loyal envers son maître. Son nom vient de Cerbérus.

- Le chanteur : ce petit bonhomme violet est un chœur d'église à lui tout seul.

- Jazmine : chien de Jez. Cerbère a le béguin pour elle.

- Général Molotov : travaille pour Lucius. Il parle avec un accent russe. Il a une femme et deux enfants. Son nom vient de Moloch ou Vyacheslav Molotov.

- Crétinus (Dorkus) : assistant d'Héloïse

- Les Castorribles : personnages qui jouent de très mauvais coups.

- Hubert de l'Acolyte : marionnette de Samy pendant les évènements.

- Vers de terre, Vers carnivores, Immondes Asticots : personnages qui vivent sous la terre.

## Épisodes

### Première saison (2009)
1. Cool Tube (Spew-Tube)
2. Drôle de cabot (Monster Mutt)
3. Jimmy et la Vague de chaleur (Heat Blanket Jimmy)
4. Portabilité (Cellphone-It-Is)
5. Le Parc d'attraction Lucius (Carnaval Lucius)
6. Les Deux Petits Monstres (Baby Boom)
7. L'Open de Misèreville (Way Below Par)
8. Jimmy Cupidon (Jimmy Matchmaker)
9. Le Marteau-piqueur masqué (The Masked Jackhammer)
10. Un peu de retenu (The Big Drip)
11. J'ai un trou dans le gruyère (I Totally Shredded My Cheese)
12. La Liste d'Héloïse (Heloise's Wish List)
13. Un froid dans la famille (Pop-sicles)
14. Chez Beezy (id.)
15. Misèreville sous zéro (A Cold Day in Miseryville)
16. Le Mont de la misère (Mount Misery)
17. Super Pieuvator et Spaghetti Beezy (Power Squid and Spaghetti Beezy)
18. Un rendez-vous (The Big Date)
19. Qui est le plus gentil? (The Competition)
20. Tu me revaudras ça! (Jimmy, Don't Be a Hero)
21. Et si on changeais de tête? (A Hair-Brained Idea)
22. Écrabouillons ce fantôme! (Ghost Smackers)
23. Jimmy et sa moustache (Jimmy Get A 'Stache')
24. À votre service, monsieur (The Budtley Did It)
25. Essaye ça! (The Product Tester)
26. L'Invasion des Castorribles (Invasion of the Weavils)
27. Un catalogue de misère (Catalogue of Misery)
28. Fan numéro un (Bend It Like Wreckem)
29. Ah, les vacances! (Wish You Weren't Here)
30. Cerbère est amoureux (Cerbee in Love)
31. Les Puces de compétition (The Racing Bug)
32. Trop de Jimmy partout (Too Many Jimmy)
33. Drôle de cornichon (Rear Pickle)
34. Le Club des clowns (Clowns Gone Wild)
35. Farces et Attrapes (Best Prank Ever)
36. Problème de taille (Bad Horn Day)
37. Une nuit au musée Atroce (Night in the Heinous Museum)
38. J'ai épousé un Castorrible (I Married a Weavil)
39. Le Peuple gnomien (Meet the Gnomans)
40. Héloise a le hoquet (There Always a Hiccup!)
41. Amitié fusionnelle (Fused Together)
42. Un tour de bus (Bus Driving BFF)
43. Jimmy fusée (Rocket Jimmy)
44. De la compagnie pour Beezy (Pet Rocky)
45. Dors bien, Jimmy (I Am Jimmy)
46. Joyeux anniversaire, Lucius! (Happy Birthday, Lucius)
47. À bas les interdictions! (No Rules Rulez Jimmy)
48. Qui est ton meilleur ami, Jimmy? (Best Bud Battle)
49. Le Grand Secret d'Héloïse (Heloise's Big Secret)
50. Faites sortir Jimmy (Jimmy in the Big House)
51. Un parfum atroce (Scent of a Heinous)
52. Du chocolat ! Encore du chocolat ! (There Will Be Chocolate)

### Deuxième saison (2010-2011)
1. Danse Jimmy, danse (Dance Jimmy Dance)
2. Jimmy et Beezy sont en fuite (Jimmy And Beezy on the Run)
3. Beezy J. le génie (Beezy J. Genius)
4. Mon ami le Castorrible (My Friend's a Weavil)
5. Jimmy veut voler (Air Force None)
6. L'Amie des pandas (Panda-Monium)
7. Les Richesses de l'Atroce (You Can't Keep the Heinous Down)
8. Le Trio fantastiques (The Terrific Trio)
9. Vacances de printemps (Spring Break)
10. Les Zombies cornichons (Zombie Pickle)
11. Pas de chance, Jimmy (Bad Luck Jimmy)
12. Amour et Misère (Misery Hearts)
13. Un âne de talent (High School Mule-Sical)
14. Doubléloïse (Heloise Scmeloise)
15. Les Nouvelles Chaussures (Jimmy New-Shoes)
16. Tatie Rose (What's Up With Heloise?)
17. Siffler est si simple (Everyone Can Whistle)
18. Des têtes vont rouler (Head Will Roll)
19. C'est moi qu'elle aime! (She Loves Me)
20. L'Atroce contre les clowns (Heinous Vs. Clowns)
21. Une cervelle d'oiseau (Bird Brained)
22. Le Mystérieux Monsieur Dix (The Mysterious Mr. Ten)
23. L'Admirateur anonyme d'Héloïse (Heloise's Secret Admirer)
24. Le Marathon de Misèreville (Miseryville Marathon)
25. Robinson L'Atroce (Lucius Lost)
26. Herbert me rappelle quelqu'un (Something About Herman)
27. Un cadeau pour Jez (A Present for Jez)
28. Combat de grimaces (Funny Face-Off)
29. Le Nouveau Rôle de Samy (Samy's New Gig)
30. Le Nettoyeur fantôme (The Clean Sneak)
31. Le Sixième et non le septième (Six Over Seven)
32. Le Visiteur (The Outsiders)
33. La Grande Fée des cornes (The Great Horn Fairy)
34. Les Collectionneurs (The Collectors)
35. Le Poulet encapuchonné (The Hooded Chicken)
36. Beezy et l'Argent de poche (Make No Allowances)
37. Génération portable (Generation Text)
38. L'Abomineige (Snowrilla)
39. Soyons écolo (Going Green)
40. Ma tendre mie (My So-Called Loaf)
41. Jimmy bouge pas de la (Jimmy on the Spot)
42. Tricots tracas (Better Sweater)
43. Le But de Jimmy (Jimmy's Life Goal)
44. L'Atroce sur glace (Heinous on Ice)
45. Chasseurs de tartines (Toast Busters)
46. Beezy 2.0 (id.)
47. La Fête des Castorribles (Weavil Day)
48. La Rivale d'Héloïse (Heloise's Rival)
49. Jimmy l'invisible (Bubble Poodle)
50. Reviens, Cerbère (Cerbee Come Home)
51. Ce bon vieux Jimmy (Good Old Jimmy)
52. Le Maître des limaces (Slime, Slimier, Slimiest)

## Doublage

### Voix originales
- Cory Doran : Jimmy
- Brian Froud : Beezy
- Tabitha St. Germain : Heloise
- Sean Cullen : Luicius
- Dwayne Hill : Samy / Dorkus / Dr. Ludwig

### Voix québécoises
- Gabriel Lessard : Jimmy
- Tristan Harvey : Beezy
- Marika Lhoumeau : Héloïse
- Sylvain Hétu : Lucius
- Philippe Martin : Samy / Crétinus
- Manuel Tadros : Rudolpho / Grand-Père
- Paul Sarrasin : Molotov
- François Caffiaux : Dr Scientifique

 Source et légende : version québécoise (VQ) sur Doublage.qc.ca